# Cornisepta monsfuji
Cornisepta monsfuji là một loài ốc biển, là động vật thân mềm chân bụng sống ở biển thuộc họ Fissurellidae.